# Ranhados (Viseu)
Ranhados é uma localidade portuguesa, sede da freguesia homónima do município de Viseu com 6,58 km² de área e 5891 habitantes (censo de 2021), e, por isso, uma densidade populacional de 895,3 hab./km².

## História
Foi vila e sede de concelho até ao início do século XIX. Este era constituído apenas pela freguesia da sede e tinha, em 1801, 742 habitantes.
Com lugares desta freguesia foi criada, pela Lei n.º 17-A/93, de 11 de junho de 1993, a freguesia de Repeses.

## Demografia
A população registada nos censos foi:
| Distribuição da População por Grupos Etários | Distribuição da População por Grupos Etários | Distribuição da População por Grupos Etários | Distribuição da População por Grupos Etários | Distribuição da População por Grupos Etários |
| -------------------------------------------- | -------------------------------------------- | -------------------------------------------- | -------------------------------------------- | -------------------------------------------- |
| Ano                                          | 0-14 Anos                                    | 15-24 Anos                                   | 25-64 Anos                                   | > 65 Anos                                    |
| 2001                                         | 784                                          | 576                                          | 2163                                         | 473                                          |
| 2011                                         | 799                                          | 589                                          | 2896                                         | 665                                          |
| 2021                                         | 948                                          | 610                                          | 3331                                         | 1002                                         |

## Património
- Capela da Senhora da Saúde
- Troços de antigas vias do Concelho de Viseu
- Troço de Via Romana entre Ranhados e Coimbrões